# توم بوجيلسديجك
توم بوجيلسديجك (بالهولندية: Tom Beugelsdijk) (7 أغسطس 1990 بلاهاي في هولندا - ) هو لاعب كرة قدم هولندي في مركز قلب الدفاع. لعب مع أدو دين هاغ وإف إس في فرانكفورت ونادي دوردريخت.

## وصلات خارجية
- توم بوجيلسديجك على موقع قاعدة بيانات كرة القدم.إي يو (الإنجليزية)
- توم بوجيلسديجك على موقع Soccerway.com (الإنجليزية)
- توم بوجيلسديجك على موقع عالم كرة القدم.نت (الإنجليزية)